# 쓰루제촌
쓰루제촌(鶴瀬村)은 야마나시현 히가시야마나시군에 있던 촌이다. 현재의 고슈시에 해당한다.

## 역사
- 1889년 7월 1일 - 정촌제 시행에 의해 근세이후의 쓰루제촌이 단독으로 지자체를 형성하였다.
- 1941년 1월 1일 - 하시카노촌, 히가시야쓰시로군 히카게촌, 다노촌, 도쿠사촌과 합병해 야마토촌이 성립하여, 동일 쓰루제촌은 폐지되었다.

## 참고문헌
- 『市町村名変遷辞典』東京堂出版、1990年。